# Lophophleps phoenicoptera
Lophophleps phoenicoptera là một loài bướm đêm thuộc họ Geometridae. Nó được tìm thấy ở Sri Lanka, Ấn Độ, bán đảo Mã Lai, Java và Borneo.

## Phụ loài
- Lophophleps phoenicoptera phoenicoptera
- Lophophleps phoenicoptera tuita (bán đảo Mã Lai, Java, Borneo)